# 窖藏
窖藏，指地窖内贮存或埋藏的财物，考古学上可泛指从除墓葬以外的坑穴出土文物，也可特指因故秘密挖穴存放的财宝器物。